# Clarissa Chun

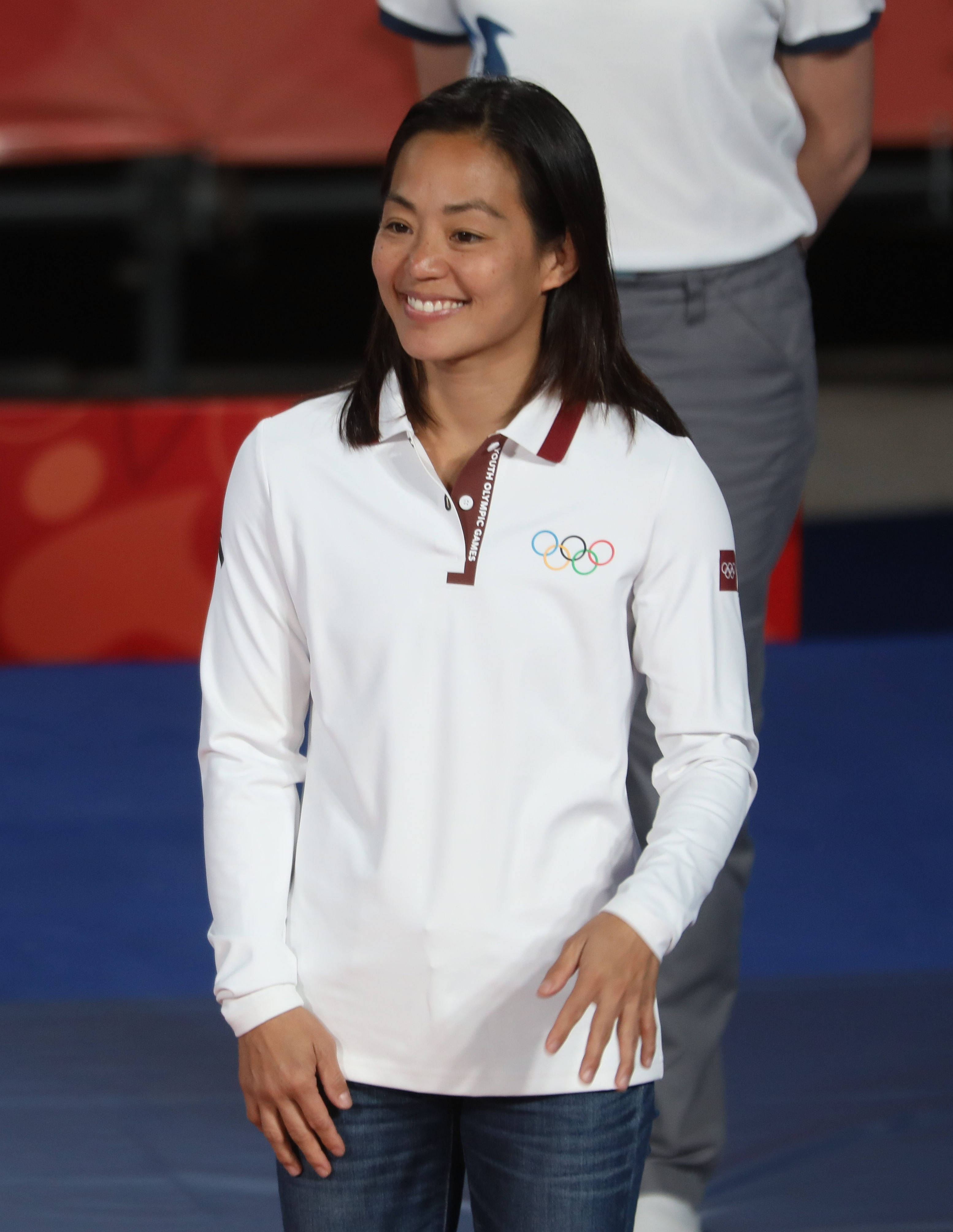
Clarissa Chun, 2018

Clarissa Chun (* 27. August 1981 in Honolulu, Hawaii) ist eine US-amerikanische Ringerin. Sie wurde 2008 in Tokio Weltmeisterin in der Gewichtsklasse bis 48 kg Körpergewicht.

## Werdegang
Clarissa Chun wurde als Tochter eines chinesischen Vaters und einer japanischen Mutter in Honolulu geboren. In Kapolei bei Honolulu wohnhaft, begann sie mit sieben Jahren beim YBA Judo-Club Hawaii mit dem Ringsport. Außerdem betätigte sie sich damals auch noch mit Schwimmen und spielte zudem Wasserball. Sie besuchte seinerzeit die Roosevelt-High-School in Honolulu und kam so zum Ringen. Anfangs startete sie dort mangels weiblicher Gegner im Boyteam. 1998 wurde sie hawaiische Meisterin in der Gewichtsklasse bis 44 kg Körpergewicht (KG).
Um in ihrem Sport weiter voranzukommen, siedelte sie 1999 nach Marshall in Missouri über und besuchte dort das Missouri Valley College. Im Jahre 2002 ging sie nach Colorado Springs und trainiert seit dieser Zeit bei Keith Wilson und Drew Lawrence. Sie gehört dem Ringerclub Sunkist Kids an.
Im Jahre 2000 nahm sie erstmals an der US-amerikanischen Meisterschaften teil und kam in der Gewichtsklasse bis 46 kg KG auf den 2. Platz hinter Patricia Miranda. In diesem Jahr begann dann auch schon ihre internationale Karriere mit einem 8. Platz bei der Junioren-Weltmeisterschaft in Nantes und einem 2. Platz hinter Maria del Los Angeses Barraza aus Mexiko bei den Panamerikanischen Meisterschaften in Cali. Beide Male wieder in der Klasse bis 46 kg KG. Sie wurde in diesem Jahr auch gleich bei der Weltmeisterschaft der Seniorinnen in Sofia eingesetzt, musste dort aber Lehrgeld bezahlen, denn sie kam dort ohne Sieg nur auf den 13. Platz.
2001 wurde Clarissa Chun erstmals US-amerikanische Studentenmeisterin und erreichte bei der US-Meisterschaft der Seniorinnen den 3. Platz. Bei der Junioren-Weltmeisterschaft 2001 in Martigny/Schweiz verbesserte sie sich in der Klasse bis 46 kg KG auf den 5. Platz. Junioren-Weltmeisterin in ihrer Gewichtsklasse wurde die Deutsche Brigitte Wagner.
Im Jahre 2002 kam Clarissa Chun bei der US-amerikanischen Meisterschaft nur auf den 4. Platz, wurde aber trotzdem bei den Panamerikanischen Spielen in Maracaibo eingesetzt. In der Gewichtsklasse bis 48 kg erreichte sie dabei hinter Mayelis Caripá aus Venezuela und Ileni Barrero aus Peru den 3. Platz.
Im Jahr 2003 und 2004 belegte sie bei der US-amerikanischen Meisterschaft in der Klasse bis 48 kg KG jeweils hinter Patricia Miranda den 2. Platz. An dieser Ringerin scheiterte sie auch bei der US-amerikanischen Ausscheidung für die Olympischen Spiele in Athen, bei denen erstmals Wettbewerbe im Frauenringen ausgetragen wurden.
In den Jahren 2005 bis 2007 kam Clarissa Chun bei keinen internationalen Meisterschaften zum Einsatz, obwohl sie 2006 erstmals US-amerikanische Meisterin in der Klasse bis 48 kg KG geworden war. Im Jahre 2008 kam sie bei der US-amerikanischen Meisterschaft nur auf den 4. Platz, schaffte aber dann bei der Olympiaausscheidung (Trials) die Überraschung und siegte dort vor Patricia Miranda. Damit vertrat sie die Vereinigten Staaten bei den Olympischen Spielen in Peking in der Klasse bis 48 kg KG. In Peking siegte sie über Sofia Mattsson aus Schweden und Vanessa Boubryemm aus Frankreich, unterlag dann aber den mehrfachen Weltmeisterinnen Chiharu Ichō aus Japan (2:4 techn. Punkte) und Irina Melnik-Merleni aus der Ukraine (1:6 techn. Punkte) und kam damit auf den 5. Platz.

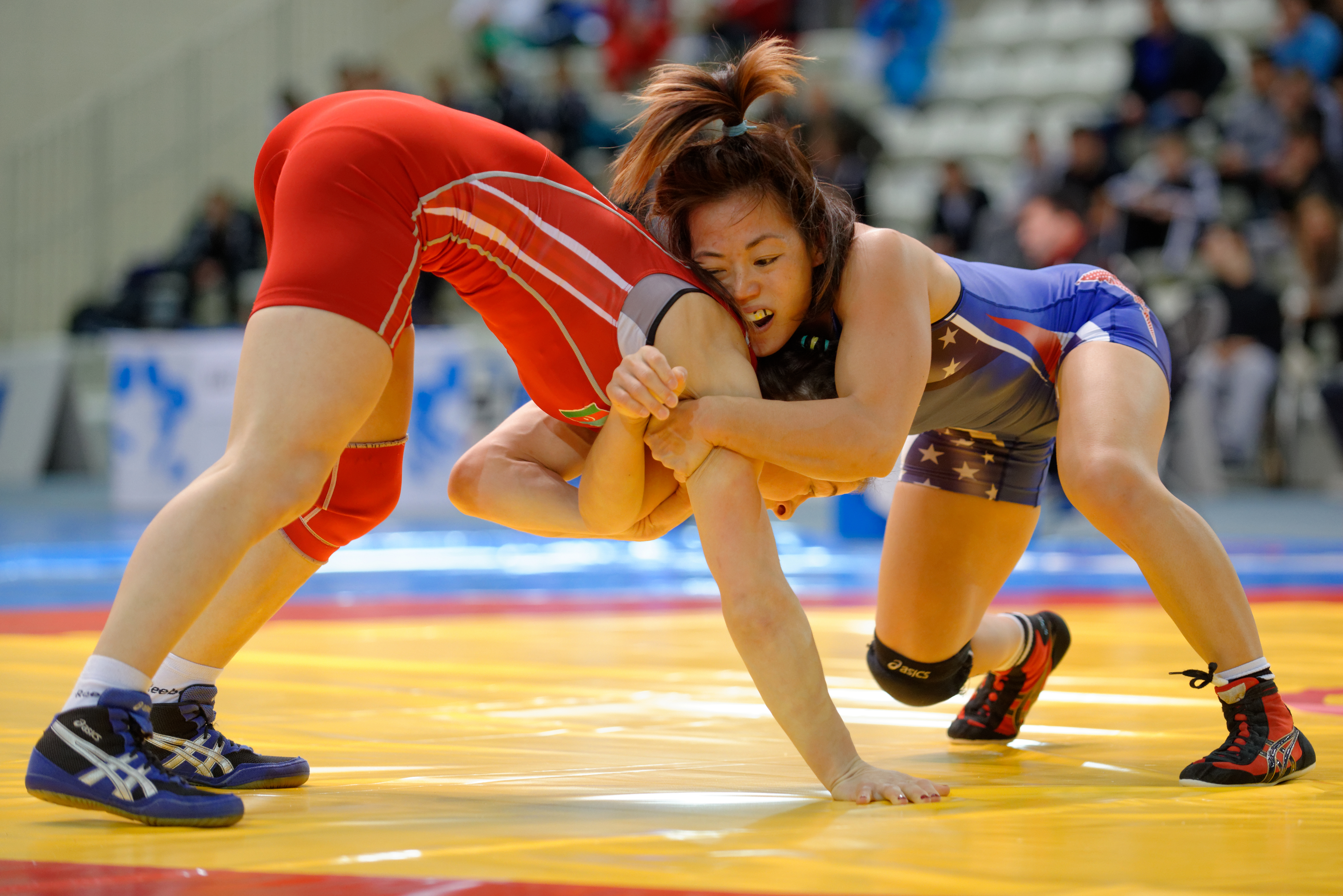
Clarissa Chun, 2014

Sie ging dann auch bei den zwei Monate nach den Olympischen Spielen in Peking ausgetragenen Weltmeisterschaften in Tokio an den Start. Dort gelang ihr in der Gewichtsklasse bis 48 kg KG der größte Erfolg ihrer Laufbahn, denn sie wurde mit Siegen über Demet Kaya, Türkei, Tsai Pai-Jing, Taiwan, Makiko Sakamoto, Japan und Jyldie Echimasa-Turtbajew aus Kasachstan Weltmeisterin.

## Internationale Erfolge
(OS = Olympische Spiele, WM = Weltmeisterschaft, KG = Körpergewicht)
- 2000, 1. Platz, Dave-Schultz-Memorial in Colorado Springs, bis 46 kg KG;
- 2000, 8. Platz, Junioren-WM in Nantes, bis 46 kg KG, Siegerin: Kanako Miki, Japan vor Kararyna Zalewska, Polen und Irina Melnik-Merleni, Ukraine;
- 2000, 2. Platz, Pan Amerikanische Meisterschaft in Cali, bis 46 kg kG, hinter Maria de los Angeles Marraza, Mexiko, vor Ingrid Medrado Cuellar, El Salvador u. Mayelis Caripá, Venezuela;
- 2000, 15. Platz, WM in Sofia, bis 46 kg KG, Siegerin: Irina Melnik-Merleni vor Inga Karamtschakowa, Russland u. Carol Huynh, Kanada;
- 2001, 1. Platz, Klippan-Ladies-Open, bis 46 kg KG;
- 2001, 5. Platz, Junioren-WM in Martigny/Schweiz, bis 46 kg kG, hinter Brigitte Wagner, Deutschland, Myrian Prost, Frankreich, Yuuri Funatsu, Japan u. Natalja Groschewa, Russland;
- 2001, 2. Platz, Pan Amerikanische Meisterschaft in Santo Domingo, bis 46 kg KG, hinter Mayelis Caripá, vor Ingrid Medrado Cuellar u. Maylene E. Desena, Dom. Rep.;
- 2001, 4. Platz, Weltcup in Levallois, bis 46 kg KG, hinter Cui Ying, China, Misato Shimizu, Japan und Inga Karamtschakowa;
- 2002, 3. Platz, Pan Amerikanische Meisterschaft in Maracaibo, bis 48 kg KG, hinter Mayelis Caripá u. Ileni Barrera, Peru, vor Daniela Polzin, Brasilien;
- 2003, 4. Platz, Klippan-Ladies-Open, bis 48 kg KG, hinter Irina Melnik-Merleni, Brigitte Wagner u Patricia Miranda, USA;
- 2003, 2. Platz, Sunkist Open in Colorado Springs, bis 48 kg KG;
- 2004, 4. Platz, Dave-Schultz-Memorial in Colorado Springs, bis 48 kg KG, hinter Patricia Miranda, Brigitte Wagner u. Lindsay Belisle, Kanada;
- 2004, 4. Platz, Weltcup in Tokio, bis 48 kg KG, hinter  Deng Weischan, China, Chiharu Ichō, Japan u. Carol Huynh, Kanada, vor Makiko Sakamoto, Japan;
- 2004, 4. Platz, Studenten-WM in Łódź, bis 48 kg KG, hinter Momoto Sera, Japan, Iwona Matkowska-Sadowska, Polen u. Fani Psatha, Griechenland;
- 2004, 2. Platz, Sunkist-Kids-Open in Tempe, Arizona, bis 48 kg KG, hinter Carol Huynh u. vor Angela Mott, Kanada;
- 2005, 2. Platz, New-York-Athletic-Club-Open, bis 48 kg KG, hinter Stefanie Murata, USA, vor Carol Huynh u. Alana King, Kanada;
- 2005, 1. Platz, Clansmen-Invitational in Burnaby, bis 48 kg kG, vor Mirand Dick u. Angela Mott, bde. Kanada;
- 2005, 1. Platz, Sunkist-Kids-Open in Colorado Springs, bis 48 kg KG, vor Alana King, Sara Fulp-Allen, USA u. Jerria Medina, Kanada;
- 2006, 2. Platz, Klippan-Ladies-Open, bis 48 kg KG;
- 2006, 1. Platz, Vehbi-Emre-Memorial in Istanbul, bis 48 kg KG;
- 2006, 1. Platz, Sunkist-Kids-Open in Colorado Springs, bis 48 kg KG, vor Sara Fulp-Allen, Liz Short, USA u. Ingrid Santos, El Salvador;
- 2006, 2. Platz, New-York-Athletik-Club-Open, bis 48 kg KG;
- 2007, 3. Platz, Guelph-Open, bis 48 kg KG, hinter Carol Huynh u. Mary Kelly, USA, vor Erica Sharp, Kanada;
- 2007, 1. Platz, Sunkist-Kids-Open in Colorado Springs, bis 48 kg KG, vor Sara Fulp-Allen u. Lindsay Rushton, Kanada;
- 2007, 2. Platz, New-York-Athletic-Club-Open, bis 48 kg KG, hinter Carol Huynh, vor Sara Fulp-Allen u. Lindsay Rushton;
- 2008, 2. Platz, Guelph-Open, bis 48 kg KG, hinter Lindsay Rushton u. vor Alana King;
- 2008, 2. Platz, Dave-Schultz-Memorial in Colorado Springs, bis 48 kg, hinter Sara Fulp-Allen, vor Stefanie Murata;
- 2008, 1. Platz, Pan Amerikanische Meisterschaft in Colorado Springs, bis 48 kg KG, vor Ingrid Medrado Cuellar, Thatia Jihann Mallqui Peche, Peru u. Lindsay Rushton;
- 2008, 5. Platz, OS in Peking, bis 48 kg, mit Siegen über Sofia Mattsson, Schweden u. Vanessa Boubryemm, Frankreich u. Niederlagen gegen Chiharu Ichō, Japan u. Irina Melnik-Merleni;
- 2008, 1. Platz, WM in Tokio, bis 48 kg KG, mit Siegen über Demet Kaya, Türkei, Tsai Pei-Jing, Taiwan, Makiko Sakamoto u. Jyldiz Eschimasa-Turtbajewa, Kasachstan;
- 2009, 5. Platz, Weltcup in Taiyuan, bis 48 kg, hinter Ludmilla Baluschka, Ukraine, Fuyuku Mimura, Japan, Liu Jie, China u. Carol Huynh;
- 2009, 1. Platz, Pan American Championships, bis 48 kg, vor Lindsay Rushton, Kanada, Carolina Castillo Hidalgo, Kolumbien u. Ingrid Xiomara Medrano Cuellar, El Salvador

## USA-Wettbewerbe
- 2000, 2. Platz, USA-Meisterschaft, bis 46 kg KG,
- 2001, 1. Platz, USA-Studenten-Meistersch., bis 46 kg KG,
- 2001, 3. Platz, USA-Meisterschaft, bis 46 kg KG,
- 2002, 4. Platz, USA-Meisterschaft, bis 48 kg kG,
- 2003, 1. Platz, USA-Studenten-Meistersch., bis 48 kg kG,
- 2003, 2. Platz, USA-Meisterschaft, bis 48 kg KG, hinter Patricia Miranda,
- 2004, 1. Platz, USA-Studenten-Meistersch., bis 48 kg KG,
- 2004, 2. Platz, USA-Meisterschaft, bis 48 kg KG, hinter Patricia Miranda,
- 2004, 2. Platz, USA-Olympia-Trials, bis 48 kg KG, hinter Patricia Miranda,
- 2006, 1. Platz, USA-Meisterschaft, bis 48 kg KG,
- 2007, 3. Platz, USA-Meisterschaft, bis 48 kg KG,
- 2008, 4. Platz, USA-Meisterschaft, bis 48 kg KG,
- 2008, 1. Platz, USA-Olympia-Trials, bis 48 kg KG, vor Patricia Miranda